# Закшево (гміна Барухово)
Закшево (пол. Zakrzewo, нім. Amwalde) — село в Польщі, у гміні Барухово Влоцлавського повіту Куявсько-Поморського воєводства.
Населення — 197 осіб (2011).
У 1975-1998 роках село належало до Влоцлавського воєводства.

## Демографія
Демографічна структура станом на 31 березня 2011 року:
|          | Загалом | Допрацездатний вік | Працездатний вік | Постпрацездатний вік |
| -------- | ------- | ------------------ | ---------------- | -------------------- |
| Чоловіки | 102     | 22                 | 69               | 11                   |
| Жінки    | 95      | 21                 | 50               | 24                   |
| Разом    | 197     | 43                 | 119              | 35                   |